# Pristimantis prolatus
Espèce
Synonymes
- Eleutherodactylus prolatus Lynch & Duellman, 1980

Statut de conservation UICN

 EN B1ab(iii) : En danger
Pristimantis prolatus est une espèce d'amphibiens de la famille des Craugastoridae.

## Répartition
Cette espèce est endémique d'Équateur. Elle se rencontre dans les provinces de Sucumbíos, de Napo, de Pastaza et de Morona-Santiago entre 1 140 et 1 700 m d'altitude sur le versant Est de la cordillère Orientale et la cordillère de Cutucú.

## Description
Les mâles mesurent de 13,7 à 18,4 mm et les femelles de 20,8 à 24,1 mm.

## Publication originale
- Lynch & Duellman, 1980 : The Eleutherodactylus of the Amazonian slopes of the Ecuadorian Andes (Anura: Leptodactylidae). Miscellaneous Publication, Museum of Natural History, University of Kansas, no 69, p. 1-86 (texte intégral).